# Stephanie Beacham
Stephanie Beacham (nacida en Londres el 28 de febrero de 1947) es una actriz británica, conocida mundialmente por su papel como Sable Colby en las series de televisión Los Colby (1985-87) y Dinastía. 
Debutó en la década de 1960, en series de televisión como El Santo (Episodio 3 de la temporada 5 "Legacy for the Saint" - Herencia peligrosa ), y dio el salto al cine con dos películas respaldadas por grandes estrellas: La prueba del valor (1970) con Ryan O'Neal y Charles Aznavour, y Los últimos juegos prohibidos (1971) con Marlon Brando. 
Luego rodó Dracula AD 1972 (también titulada Drácula 73), junto a Christopher Lee y Peter Cushing. En 1973 actuó en otro filme de horror con Cushing: And Now the Screaming Starts!.
Sus máximas cotas de popularidad las alcanzó entre 1985 y 1989 con las teleseries Dinastía y Los Colby.
En la primera serie apareció en dos episodios de la sexta temporada para ser inmediatamente trasladada a la segunda serie, que surgió en 1985 a modo de spin-off o derivación de la primera. En Los Colby, Stephanie Beacham ganó protagonismo con respecto a Dinastia (en la que solamente apareció en dos episodios), pero esta serie no igualó el éxito de Dinastía y concluyó, tras dos temporadas, en 1987, si bien la actriz y su personaje de Sable Colby, ante la inminente salida del personaje de Krystle Carrington, fueron recuperados en 1988 para la novena temporada de la serie madre, Dinastia, con un nivel protagónico mayor todavía que en Los Colby, compitiendo en rivalidad con su prima Alexis Colby, tal y como antes lo había hecho Krystle Carrington.
También intervino en la miniserie Napoleón y Josefina: Una historia de amor estrenada en 1987. Además participó en varios episodios de la serie juvenil Beverly Hills, 90210 en el papel de Iris McKay, la madre de Dylan, interpretado por el fallecido Luke Perry.
En 1993, Beacham participó en la primera temporada de la serie SeaQuest DSV (1993).
Entre sus últimos trabajos, figuran dos películas: Gente con clase (2000), con Julie Andrews y William Baldwin, y Amor y otros desastres (2006), que protagonizó Brittany Murphy. En 2007 participó en un montaje de la obra de teatro  Hay Fever de Noel Coward.